# Vitex lutea
Vitex lutea là một loài thực vật có hoa trong họ Hoa môi. Loài này được Exell miêu tả khoa học đầu tiên năm 1931.